# Planety (seriál)
Planety je osmidmidílný televizní dokumentární seriál z roku 1999 z produkce BBC o výzkumu Sluneční soustavy.

## Seznam dílů
| Pořadí v seriálu | Název            | Český název | Datum premiéry  | Datum české premiéry |
| --- | ---------------- | ----------- | --------------- | -------------------- |
| 1 | Different Worlds | Jiné světy  | 29. dubna 1999  | 8. října 2002        |
| První epizoda se zabývá počátečními pokusy o vesmírné lety a souvisejícím vývojem raketové technologie. Zmíněna je též mlhovinová hypotéza objasňující formování planet z akrečního disku. Výzkumné mise: (Luna 1), Sputnik 1, Mariner 4, Mariner 10, New Horizons Vystupující osobnosti: David H. Levy, Harold F. Levison, Boris Čertok, George Wetherill, Sergej Nikitič Chruščov, Jurij Silajev, Bruce C. Murray                                                                                        |                  |             |                 |                      |
| 2 | Terra Firma      | Pevná zem   | 6. května 1999  | 15. října 2002       |
| Příběh terestrických planet a jejich průzkum. Výzkumné mise: (Mariner 4), Mariner 6, Mariner 7, Mariner 9, Program Viking, Veněra 9, Veněra 13, Veněra 14, Magellan, Program Voyager, Galileo, Mars Global Surveyor Vystupující osobnosti: James W. Head, Bradford A. Smith, William Kenneth Hartmann, Jurrie van der Woude, Michael C. Malin, Gerald Soffen, Michail Marov, Arnold Selivanov, Alexander Basilevskij, Ellen Stofanová, Larry Soderblom, Linda A. Morabitová (dříve Hyderová), Ray Reynolds |                  |             |                 |                      |
| 3 | Giants           | Giganti     | 13. května 1999 | 22. října 2002       |
| Výzkum plynných obrů Jupiteru, Saturnu, Uranu a Neptunu a putování sond Voyager 1 a Voyager 2. Výzkumné mise: Voyager 1, Voyager 2, (Mariner 4), Pioneer 10, Pioneer 11, Galileo, Cassini Vystupující osobnosti: Edward C. Stone, Gary Flandro, Bruce C. Murray, Bradford A. Smith, James Van Allen, Larry Soderblom, Carolyn Porcová |                  |             |                 |                      |
| 4 | Moon             | Měsíc       | 20. května 1999 | 29. října 2002       |
| Závod o dobití Měsíce. Výzkumné mise: Luna 2, (Sputnik 1), (Luna 3), (Vostok 1), program Ranger, Luna 9, (Luna 10), Lunochod, Luna 15, Apollo 11, Apollo 15, Apollo 17 Vystupující osobnosti: Boris Čertok, Bernard Lovell, Sergej Nikitič Chruščov, Faruk El-Baz, Alexander Basilevskij, William Kenneth Hartmann, H. Jay Melosh, Natalija Bobinová, Harrison Schmitt |                  |             |                 |                      |
| 5 | Star             | Hvězda      | 27. května 1999 | 5. listopadu 2002    |
| Jak se lidstvo snažilo odhalit, co se skrývá za oslňující září Slunce, a jak poznalo, kam až sahá sféra jeho vlivu. Výzkumné mise: Skylab, Voschod 2, Mariner 2, program Voyager, SOHO Vystupující osobnosti: Francisco Diego, Douglas Gough, Alexej Leonov, Charles Conrad, Sallie Baliunasová, Truls Lynne Hansen, Eugene Parker, Donald A. Gurnett |                  |             |                 |                      |
| 6 | Atmosphere       | Atmosféra   | 3. června 1999  | 12. listopadu 2002   |
| Abychom porozuměli jiným planetám, musíme nejdříve poznat jejich atmosféru. Výzkumné mise: Galileo, Projekt Excelsior (rekordní skok Kittingera), Veněra 4, Veněra 7, Mars 2, Mars 3, Viking 1, Voyager 1, Cassini Vystupující osobnosti: Joseph Kittinger, David Grinspoon, Jurij Surkov, Vladimir Perminov, Leonid Ksanfomaliti, Michail Marov, Arnold Selivanov, Andrew Ingersoll, Alvin Seiff, Carolyn Porcová, Stephen Mojzsis                                                                        |                  |             |                 |                      |
| 7 | Life             | Život       | 10. června 1999 | 19. listopadu 2002   |
| Hledání života na jiných planetách. Výzkumné mise: Viking 1, Mariner 2, ponorka Alvin (DSV-2), program Voyager, Apollo 12, Surveyor 3, Mars Pathfinder, Mars Sample Return Vystupující osobnosti: Gerald Soffen, Christopher McKay, Carl Sagan (archiv), Boris Čertok, Steve Squyres, Charles Conrad, Harry McSween, Don Bogard, Imre Friedmann |                  |             |                 |                      |
| 8 | Destiny          | Budoucnost  | 17. června 1999 | 26. listopadu 2002   |
| Závěrečná epizoda zkoumá budoucnost sluneční soustavy a výzkum extrasolárních planet. Výzkumné mise: Program Voyager, Cassini-Huygens, (Hubbleův vesmírný dalekohled), (Galileo) Vystupující osobnosti: Eugene Cernan, Carolyn Porcová, Carl Sagan (archiv), Christopher McKay, David Black, Athena Coustenisová, Douglas Gough, Michel Mayor, Didier Queloz, Geoffrey Marcy, Willy Benz |                  |             |                 |                      |